# خواص شدتی و مقداری
کمیت‌های شدتی، ناافزایشی یا نافُزونوَر (به انگلیسی: Intensive properties) و کمیت‌های مقداری، افزایشی یا فُزونوَر (به انگلیسی: Extensive properties) دو گروه از کمیت‌ها هستند که برای توصیف حالت در یک سیستم ترمودینامیکی به کار می‌رود.
خواص فزونور (مقداری) به کمیت‌هایی گفته می‌شود که تابع مقدار ماده در سیستم ترمودینامیکی باشند. جرم، حجم، طول، انرژی، وزن، تعداد ذره، ظرفیت گرمایی و آنتروپی نمونه‌هایی از خواص فزونور هستند.
در مقابل خواص نافزونور (شدتی) کمیت‌هایی هستند که به مقدار ماده در سیستم ترمودینامیکی یا اندازه سیستم وابسته نیستند. دما، چگالی، ضریب شکست، سختی، رنگ، ظرفیت گرمایی ویژه و ظرفیت گرمایی مولی نمونه‌هایی از این خواص اند که با بزرگ یا کوچک شدن سیستم تغییر نمی‌کنند.
به‌طور کلی نسبت دو کمیت فزونور (مقداری) با هم، کمیتی نافزونور (شدتی) است. برای نمونه کمیت شدتیِ چگالی حاصل نسبت دو کمیت مقداریِ جرم و حجم است.